# Prince Amukamara
Prince Amukamara (Boston, 6 giugno 1989) è un giocatore di football americano statunitense che gioca nel ruolo di cornerback per i Las Vegas Raiders della National Football League. Fu scelto dai New York Giants nel corso del primo giro del Draft NFL 2011. Al college ha giocato a football all'Università del Nebraska-Lincoln.

## Carriera professionistica

### New York Giants

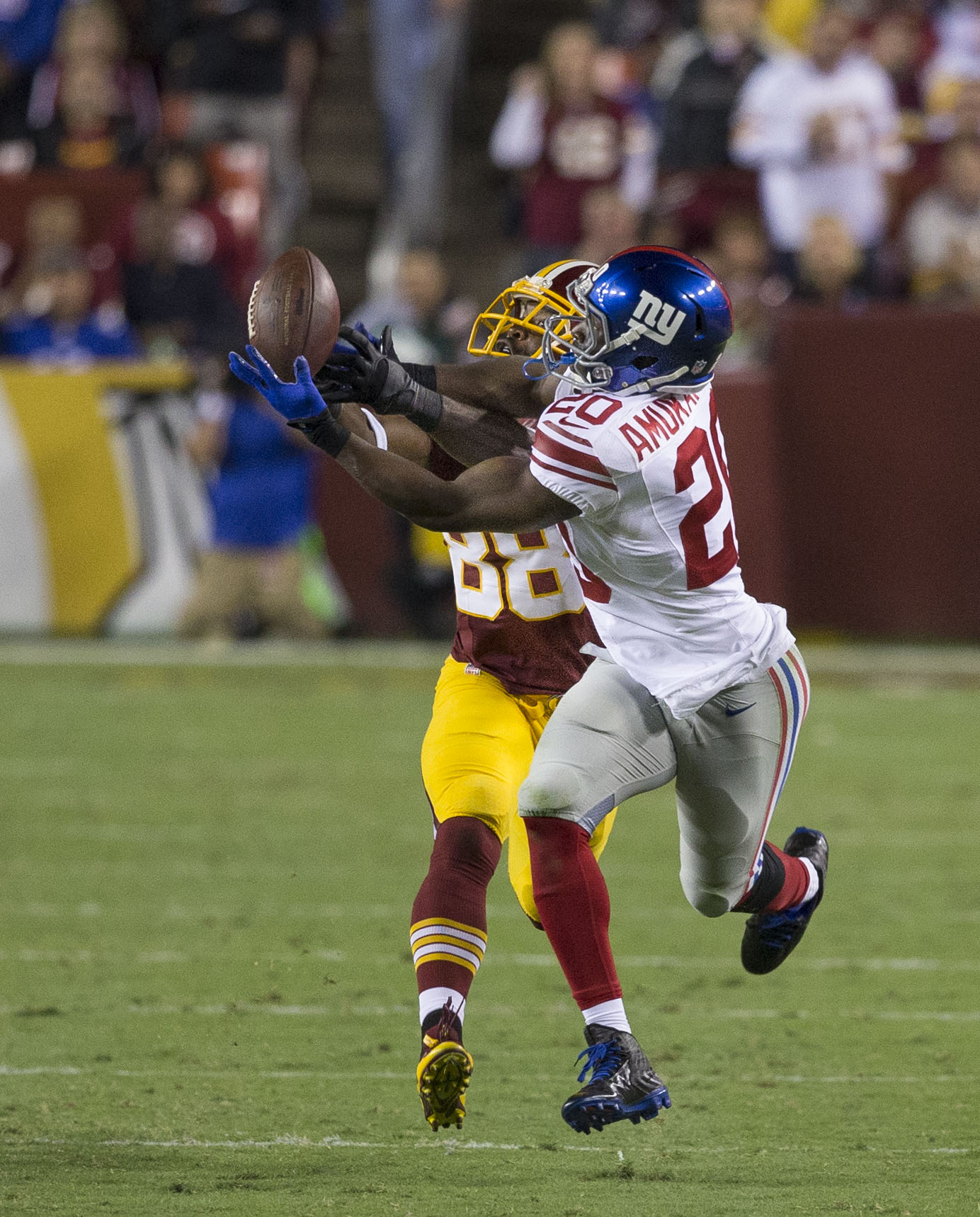
Amukamara nel 2014.

Il 28 aprile 2011, Amukamara fu scelto come 19º dai New York Giants nel Draft 2011. Il giorno successivo la firma del contratto coi Giants, Prince si ruppe il metatarso del piede sinistro.
Nella prima serie della sua carriera coi Giants, Amukamara mise a segno un intercetto su un passaggio di Vince Young contro i Philadelphia Eagles. La stagione regolare della sua stagione da rookie si concluse con 7 presenze, nessuna delle quali da titolari, con 14 tackle ed 1 intercetto. Nei playoff, i Giants giunsero fino al Super Bowl XLVI dove sconfissero i New England Patriots 21-17 e Amukamara vinse il primo Super Bowl della carriera.
Nella sua seconda stagione, Prince disputò 13 partite, 11 delle quali come titolare, mettendo a segno 53 tackle e un intercetto, coi Giants che non riuscirono però a qualificarsi per i playoff.
Il primo intercetto del 2014, Amukamara lo fece registrare nella vittoria della settimana 3 sugli Houston Texans e il secondo quattro giorni dopo contro i Redskins. La sua annata si chiuse con un nuovo primato personale di tre, pur avendo disputato solamente otto partite.
Nel terzo turno del 2015, Amukamara fece registrare il primo intercetto della stagione, che coincise con la prima vittoria dei Giants, nella gara del giovedì notte sui Redskins.

### Jacksonville Jaguars
L'11 marzo 2016, Amukamara firmò un contratto di un anno con i Jacksonville Jaguars.

### Chicago Bears
Il 10 marzo 2017, Amukamara firmò con i Chicago Bears.

### Las Vegas Raiders
Il 12 maggio 2020, Amukamara firmò con i Las Vegas Raiders.

## Palmarès
- Super Bowl : 1

New York Giants: Super Bowl XLVI
- National Football Conference Championship: 1

New York Giants: 2011

## Statistiche
| Partite totali   | 55  |
| Partite titolare | 45  |
| Tackle totali    | 265 |
| Intercetti       | 7   |
| Fumble forzati   | 3   |

Statistiche aggiornate alla stagione 2015